# Kamlesh Patel, Baron Patel of Bradford

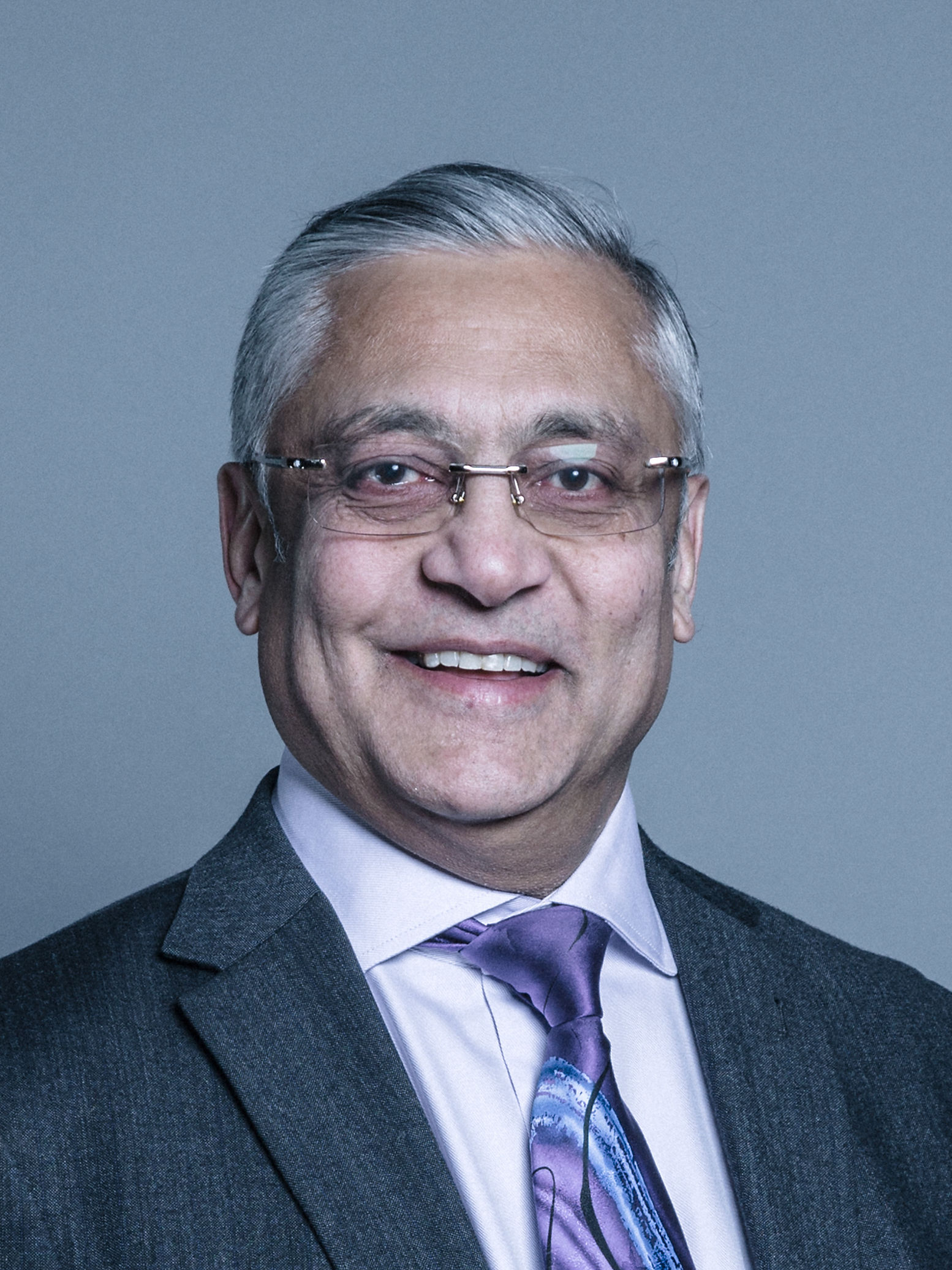
Kamlesh Patel, Baron Patel of Bradford

Kamlesh Kumar Patel, Baron Patel of Bradford OBE (* 28. September 1960 in Nairobi, Kenia) ist ein britischer Politiker, der seit 2006 als Life Peer Mitglied des House of Lords ist und sich insbesondere mit Fragen von Drogen-, Gesundheits- und Sozialpolitik befasst.

## Leben
Patel entstammt einer in der britischen Kronkolonie Kenia ansässigen Gujarati-Familie, die im Jahr seiner Geburt nach Bradford im Vereinigten Königreich auswanderte. Patel absolvierte ein Studium und war später Professor an der University of Central Lancashire sowie Direktor des dortigen Zentrums für Ethnizität und Gesundheit (Centre for Ethnicity and Health). Daneben war er seit 1990 für den Beirat des Home Office gegen den Drogenmissbrauch tätig und dort sowohl von 1990 bis 1996 Mitglied der Arbeitsgruppe für Strafjustiz sowie zwischen 1993 und 1996 auch Mitglied des Beirates. Daneben engagierte er sich zwischen 1995 und 2008 in der Kommission für das Gesetz über die Psychohygiene (Mental Health Act Commission) und war zunächst Vorstandsmitglied, danach von 2001 bis 2002 Vize-Vorsitzender sowie zuletzt von 2002 bis 2008 Vorsitzender dieser Kommission. Daneben war er von 1997 bis 1998 Mitglied des Beirates des Zentralrates für Bildung, Ausbildung und Sozialarbeit sowie zwischen 2001 und 2008 auch des Beirates der Agentur für die Behandlung des Missbrauchs von Substanzen (National Treatment Agency for Substance Misuse) sowie zeitgleich Vorsitzender von deren Prüfungs- und Risikokomitees. Des Weiteren gehörte er von 2003 bis 2005 dem Beirat der Gesundheitspflegekommission (Healthcare Commission) an und war zugleich britischer Vertreter in der weltweiten Arbeitsgruppe der UNICEF für Wasser, sanitäre Anlagen und Hygiene.
1999 wurde er als Officer des Order of the British Empire ausgezeichnet. Patel wurde durch ein Letters Patent vom 8. Juni 2006 als Baron Patel of Bradford, of Bradford in the County of West Yorkshire, zum Life Peer erhoben. Kurz darauf erfolgte am 10. Juli 2006 seine Einführung als Mitglied des House of Lords.
In der Folgezeit engagierte er sich von 2007 bis 2009 als Mitglied und Trustee der Kommission für Drogenpolitik sowie zwischen 2008 und 2010 als Vorsitzender der Nationalen Prüfungsgruppe für die Drogenbehandlung in Justizvollzugsanstalten. Zudem ist er seit 2008 Beigeordneter Direktor des Partnerschaftstrust des National Health Service (NHS) in Leicestershire sowie seit 2008 auch Berater von Gemeinden für Rechts- und Inklusionsprogramme. Patel gehörte im House of Lords zunächst der parteilosen Fraktion der Crossbencher an, wechselte 2008 zur Partei und Fraktion der Labour Party. Er war zwischen Oktober 2008 und Juni 2009 mit dem Titel eines Lord in Waiting, HM Household Parlamentarischer Geschäftsführer (Whip) der Labour-Fraktion im Oberhaus und nach der Wahlniederlage der Labour Party bei den Unterhauswahlen vom 6. Mai 2010 Sprecher der Opposition für Gemeinden und Lokalverwaltung. Seit 2010 ist Patel Vorsitzender des Communities, Rights and Inclusion Governance Committee sowie des Integrated Equality and Human Rights Committee in Leicestershire. 2018 trat er aus der Labour Party aus und ist seither partei- und fraktionsloses Mitglied des Oberhauses (non-affiliated).